# معضل اجتماعی
معضل اجتماعی (انگلیسی: The Social Dilemma) یک فیلم داکودرام آمریکایی است. کارگردانی این فیلم را که در سال ۲۰۲۰ ساخته شده است را جف اورلووسکی بر عهده داشته است. موضوع این فیلم بر پدیده‌های نوظهور شبکه‌های اجتماعی و آسیب‌هایی که به جامعه وارد کرده اند، متمرکز شده است.
معضل اجتماعی برای اولین بار در تاریخ ۲۶ ژانویه ۲۰۲۰ در جشنواره فیلم ساندس ۲۰۲۰ اکران شد.

## خلاصه
در این مستند به بررسی تاثیرات الگوریتم ها از جمله شرکت های گوگل، فیس بوک، اینستاگرام و توییتر بر مردم داشته اند، تاکید شده است.
تریستان هریس، جرون لنیر، کیتی اونیل، تیم کندال، جاستین روزنشتاین، شوشانا زوباف، جف سیبرت، آنا لمبک، آزا راسکین، رنی دیرستا به عنوان منتقد در مستند حضور داشته اند.

## افتخارات
معضل اجتماعی نامزد دریافت جایزه انجمن منتقدان فیلم شیکاگو برای بهترین مستند شد.